# 10885 Horimasato
10885 Horimasato è un asteroide della fascia principale. Scoperto nel 1996, presenta un'orbita caratterizzata da un semiasse maggiore pari a 3,0089935 UA e da un'eccentricità di 0,0425961, inclinata di 10,99367° rispetto all'eclittica.